# Rudolf Lüters
Rudolf Lüters (10 de mayo de 1883 - 24 de diciembre de 1945) fue un general alemán quien sirvió en la Wehrmacht durante la Segunda Guerra Mundial.

## Biografía
Se unió al ejército el 2 de noviembre de 1902 como Fahnenjunker y participó en la Primera Guerra Mundial donde fue herido dos veces, en septiembre de 1914 y en octubre de 1915.
Durante la Segunda Guerra Mundial, fue seleccionado como comandante de la 223.ª división de infantería el 6 de mayo de 1941, participando con esta unidad en la invasión de la Unión Soviética hasta el 19 de octubre.
El 1 de noviembre de 1942, fue seleccionado como comandante de las tropas alemanas en Croacia. Fue promovido a General de Infantería el 1 de febrero de 1943 y se convirtió en el primer comandante del recién creado XV Cuerpo de Montaña el 25 de agosto. Participó en numerosas operaciones anti-partisanas en Croacia, notablemente en la Operación Weiss liderada por Alexander Löhr.
El 31 de julio de 1944, Lüters abandonó el ejército y se retiró. Capturado por los soviéticos en el fin de la guerra, murió bajo detención en Rusia el Día de Navidad de 1945.